# Guddehalli, Honnali
Guddehalli là một làng thuộc tehsil Honnali, huyện Davanagere, bang Karnataka, Ấn Độ.